# Arpella pàl·lida russa
L'arpella pàl·lida russa (Circus macrourus) és un ocell rapinyaire de la família dels accipítrids (Accipitridae). És una espècie migratòria, que cria en el sud d'Europa Oriental i l'Àsia central, i passa els hiverns principalment a l'Índia i al sud d'Àsia. El seu estat de conservació es considera gairebé amenaçat.
És semblant a les arpelles pàl·lida i cendrosa i arriba als Països Catalans de manera ocasional.

## Morfologia
- Rapinyaire amb una llargària de 40 – 50 cm, una envergadura de 100 – 120 cm i un pes de 250 – 550 grams, amb les femelles una mica més grans que els mascles.
- Els mascles són de color general gris clar per sobre i blancs per sota. A la punta de les ales un rombe negre.
- Femella color general marró grisenc més clar per les parts inferiors, amb barres fosques per sota i també a les ales, on es difuminen a prop del cos
- Joves rogencs amb un collar groguenc complet al coll i un incomplet negre junt el començament de les ales.

## Hàbitat i distribució
Habita zones de pastura, estepa, aiguamolls i terres de conreu. Amb hàbits migradors, cria a Euràsia Central, des de Romania, per Ucraïna, cap a l'est, a través del centre i sud de Rússia (cap al sud fins al Caucas i el nord de l'Iran) fins al sud-oest de Sibèria i oest de la Xina. En hivern al sud d'Europa i d'Àsia, Àfrica subsahariana, Sri Lanka, Myanmar i sud-est de la Xina.